# Partido Nacional Democrático de Alemania (RDA)
El Partido Nacional Democrático de Alemania (en alemán: National-Demokratische Partei Deutschlands, abreviado NDPD) fue un partido político de la República Democrática Alemana donde se integraron antiguos miembros del NSDAP y de la Wehrmacht, así como las clases medias. No debe ser confundido con el actual Partido Nacionaldemócrata de Alemania (NPD), que originalmente surgió en la Alemania occidental y que continúa existiendo hasta la actualidad.

## Historia
Después de la fundación en 1946 del Partido Socialista Unificado de Alemania (SED), el 1948 se fundaron otros partidos políticos en la Zona de ocupación soviética en Alemania: el 29 de abril fue fundado el Partido Democrático Campesino de Alemania (DBD) y el 25 de mayo se creó el "Partido Nacional Democrático de Alemania" (NDPD), fecha en la que también se celebró el primer encuentro de la dirección del NDPD.
El partido fue cofundado por Lothar Bolz, que se convirtió en su primer secretario general, así como por antiguos militares como Wilhelm Adam. Fue concebido para atraer a todos aquellos que habían simpatizado con el Partido Nazi antes de 1945 (como los militares y algunos sectores de la clase media) y darles una salida política, evitando así que pudieran volverse a ver tentados de apoyar a la extrema derecha. La Administración Militar Soviética en Alemania legalizó al nuevo partido el 16 de agosto de 1948. El propio Stalin había expresado unos meses antes que ya era hora de establecer una línea divisoria entre los antiguos nazis y los no-nazis. Después de la fundación de la República Democrática Alemana (RDA), envió 52 delegados a la Cámara del Pueblo (Volkskammer), el Parlamento de la RDA, como parte del Frente Nacional. Fue por tanto un partido del bloque antifascista que apoyaba el poder del SED. A finales de los años 80 el partido tenía 110.000 militantes.
Después de la Revolución Pacífica hubo intentos por parte del neonazi Partido Nacionaldemócrata (NPD)y del populista de derecha Los Republicanosde ganar al NDPD como aliado, pero esto fracasó.
Tras la caída del Muro de Berlín, actuó como agente político, participando en las 
elecciones del 18 de marzo de 1990. El NDPD no se incluyó en la lista electoral de los otros partidos liberales de Alemania Oriental, presentándose en solitario. Los resultados fueron una debacle: con 44.292 votos (0.38%) y solo dos escaños en la Volkskammer, recibieron incluso menos votos que sus datos de afiliación. Tras dichos resultados, el partido decidió integrarse en la Asociación de Demócratas Libres (BFD), que unos meses después se uniría al occidental Partido Democrático Libre.

## Resultados electorales
| Año                                               | # de votos  | % de votos | # de escaños obtenidos |
| ------------------------------------------------- | ----------- | ---------- | ---------------------- |
| Elecciones generales de Alemania Oriental de 1990 | 44 292 (#8) | 0,4        | 2/400                  |

## Programa y política
Su programa demandaba, entre otras cosas, la promoción de la clase media y el fin de la discriminación contra los antiguos miembros del Partido Nazi. Según críticos, el Partido fue establecido por el SED para ganar apoyo entre estos sectores de la sociedad. El NDPD estaba organizado en agrupaciones bajo el centralismo democrático. 
En un principio, se suponía que el NDPD representaba el liberalismo, como el LDPD, pero su política era afín a los lineamientos generales del Partido Socialista Unificado y fue reacio a criticar al gobierno incluso cuando comenzó la reunificación alemana en 1989.

## Presidentes del NDPD

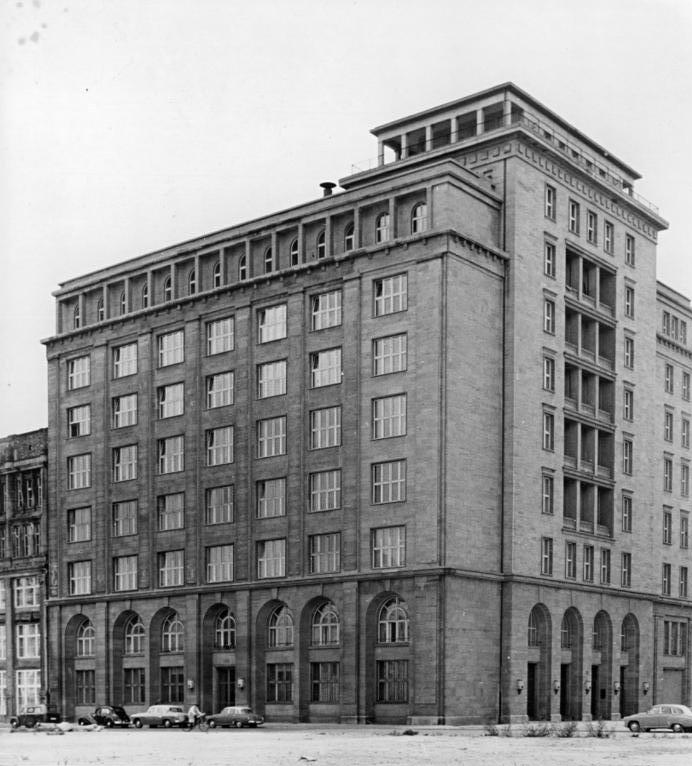
Sede del NDPD en el Berlín Este, en 1959.

| Lothar Bolz      | 1948–1972 |
| Heinrich Homann  | 1972–1989 |
| Günter Hartmann  | 1989–1990 |
| Wolfgang Glaeser | 1990      |
| Wolfgang Rauls   | 1990      |